# Mulheres do Cais
Mulheres do Cais é um filme brasileiro de 1979, com direção de José Miziara.

## Sinopse
Uma prostituta se muda do interior para um bordel do cais do Porto de Santos, destacando-se por sua beleza e arquitetando um plano para mudar de vida.

## Elenco
- Wanda Stefânia .... Terezinha
- Selma Egrei .... Gina
- Esmeralda Barros .... Lídia
- Mário Benvenutti .... Mário
- Roberto Maya .... Caixeta
- Maurício do Valle .... Zé Durão
- Benedito Corsi .... Kalú
- Yolanda Cardoso .... Maria Brasil
- Francisco Di Franco
- Valter Santos .... Dante
- Jack Militello .... Cicatriz
- Genésio de Carvalho .... Capanga
- Alvamar Taddei .... Strip
- Felipe Donavan .... Barba
- Felipe Levy .... Dr. Wilson